# Crisi di salinità del Messiniano

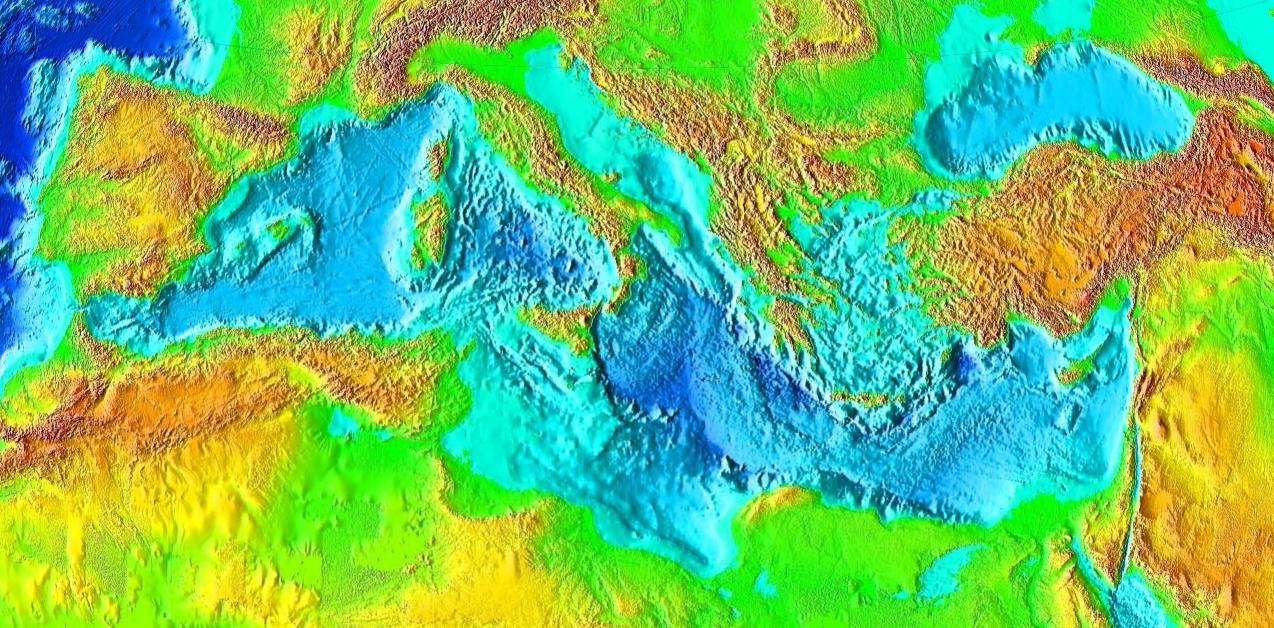
Mappa del Mediterraneo, con la morfologia dei fondali

La crisi di salinità del Messiniano o evento messiniano è un evento geologico avvenuto nell'ultima parte del periodo Messiniano del Miocene (oltre 5 milioni di anni fa), nel corso del quale le acque del mar Mediterraneo evaporarono quasi completamente, a causa della chiusura dello stretto di Gibilterra.

## La scoperta
Nel 1961 una campagna di rilevamento sismico del fondo del Mediterraneo rivelò l'esistenza di un livello sismico fortemente riflettente, con una continuità laterale e delineante una struttura geologica ad una profondità compresa tra 100 e 200 m al di sotto del fondo marino. Questo livello, denominato M reflector, segue fedelmente la morfologia del fondo marino attuale, suggerendo la presenza di un livello con caratteristiche di uniformità ed elevata velocità delle onde sismiche. Trivellazioni eseguite dieci anni più tardi dalla nave oceanografica Glomar Challenger, durante la tredicesima campagna del progetto DSDP (Deep Sea Drilling Program), rivelarono la natura dell'M reflector: si tratta di un livello di sedimenti evaporitici con spessore fino a 3 km.

### Evidenze geologiche
Campioni di sedimenti prelevati, che includono evaporiti, suolo e piante fossili, mostrano che circa 5,9 milioni di anni fa, nel tardo Miocene, il precursore dell'odierno stretto di Gibilterra si chiuse, cosicché il Mediterraneo evaporò e si trasformò in una conca prevalentemente asciutta e profonda, la cui base in alcuni punti raggiungeva 3,2-4,9 km al di sotto del livello degli oceani.
Tuttora, il Mediterraneo è un mare molto più salato del nord Atlantico poiché comunica con questo solo attraverso lo stretto di Gibilterra ed è soggetto ad un alto tasso di evaporazione, non globalmente compensato dall'apporto idrico delle acque dei fiumi che vi si riversano. 
Se lo stretto di Gibilterra si dovesse chiudere nuovamente (come potrebbe avvenire anche in un futuro non troppo lontano dal punto di vista geologico) e anche il canale di Suez si dovesse chiudere, il Mediterraneo potrebbe nuovamente prosciugarsi in un migliaio di anni.
La prima consistente evidenza dell'antico disseccamento del Mediterraneo emerse nell'estate del 1970, quando i geologi a bordo della Glomar Challenger recuperarono dal fondale delle "carote" di sedimento contenenti ghiaie e silt rosso-verdi di origine fluviale, oltre a gessi, anidrite, salgemma e varie altre rocce di origine evaporitica (derivate cioè dalla precipitazione di sali da acque marine soprasature). In alcuni campioni erano presenti minerali di cloruro di potassio, un sale estremamente solubile che precipita solamente con l'evaporazione delle ultime acque prima del disseccamento.

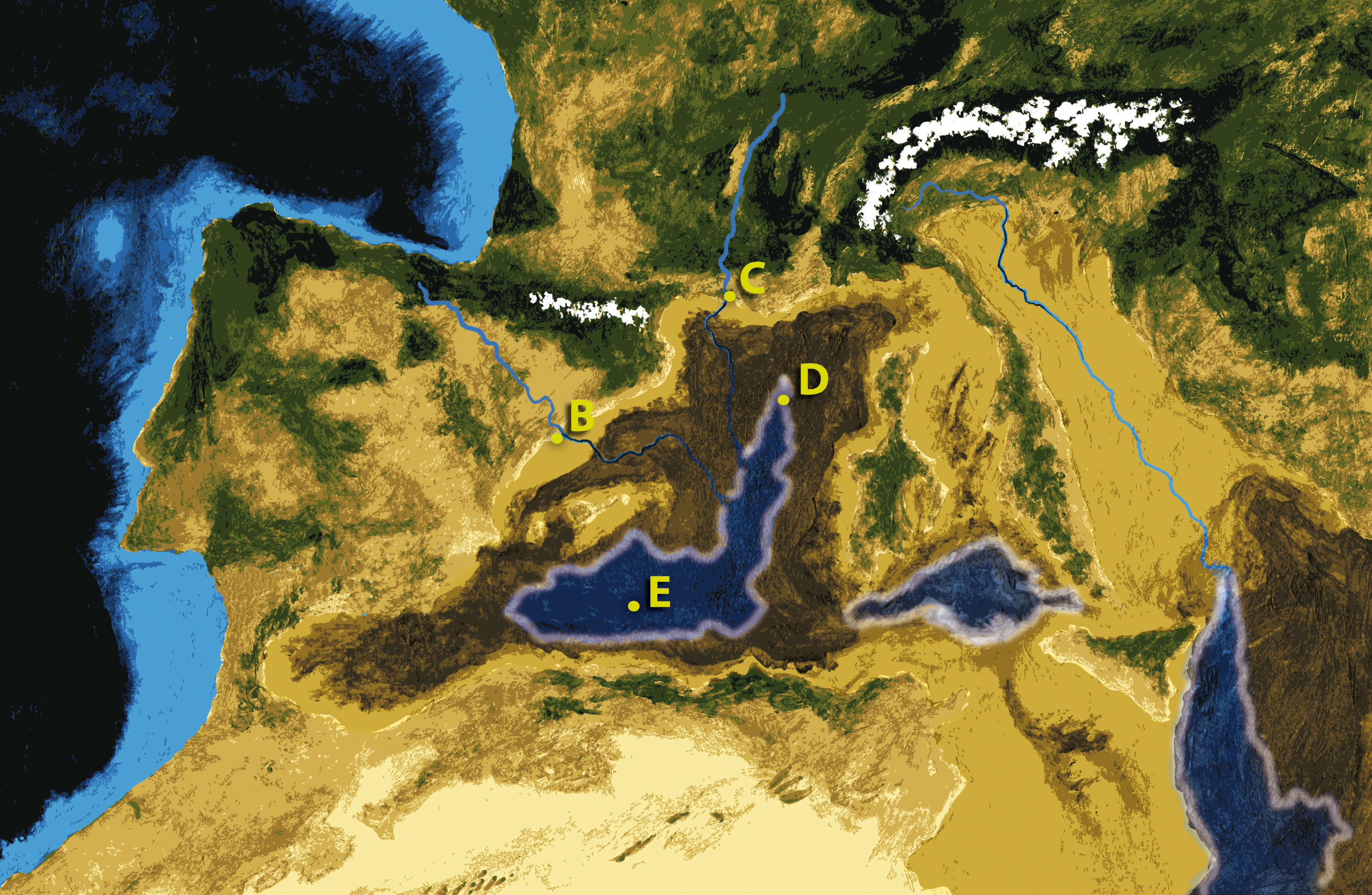
Ricostruzione del bacino nel periodo di massima essiccazione

Una carota era costituita da sedimenti contenenti gusci calcarei di Foraminiferi planctonici, organismi unicellulari marini i cui resti normalmente si trovano entro sedimenti depositatisi in acque profonde e solitamente caratterizzati da laminazione parallela molto regolare, o da assenza di strutture sedimentarie. I sedimenti rinvenuti nella carota erano invece caratterizzati da una laminazione incrociata, riferibile ad un ambiente deposizionale caratterizzato da correnti. Per questa ed altre caratteristiche, i depositi in questione erano interpretabili come sedimenti di origine eolica e non marina: si trattava in realtà di antichi sedimenti marini di piana abissale, disseccati, trasportati dal vento e deposti infine sul fondo asciutto di un antico lago salato. Questi depositi eolici erano intercalati da livelli contenenti fossili marini e indicavano quindi l'alternarsi di periodi di disseccamento e di inondazione da parte di acque marine. Inoltre, strutture poligonali da disseccamento sono state rinvenute in antichi sedimenti fangosi essiccati e screpolati dall'azione del sole.
Altre evidenze del disseccamento del Mediterraneo derivano dalla presenza di antichi canyon, ora colmati da sedimenti, scavati ai margini della depressione dall'erosione dei fiumi, che allora scendevano scorrendo fino alle piane abissali asciutte. Le prospezioni sismiche eseguite sui fondali dei grandi laghi lombardi (laghi Maggiore, di Como, d'Iseo e di Garda) hanno permesso di evidenziare la presenza di questi canyon sepolti, con tipici profili a V di origine fluviale, molto al di sotto dell'attuale livello del mare. Analoghi studi condotti in Egitto per la costruzione della diga di Assuan hanno permesso di stabilire che il Nilo è arrivato in corrispondenza di Assuan a scavare il proprio letto alcune centinaia di metri sotto il livello del mare attuale. Altri rilievi sismici nella regione dell'attuale delta, per la ricerca di idrocarburi, hanno individuato il letto messiniano del paleo-Nilo circa 2400 m sotto il livello del mare attuale in corrispondenza del Cairo.
L'area mediterranea fu quindi sottoposta a fasi cicliche di disseccamento e inondazione per circa 700 000 anni. Poi, circa 5,4 milioni di anni fa, all'inizio del Pliocene, la soglia corrispondente all'attuale stretto di Gibilterra si aprì di nuovo permanentemente, portando al riempimento del bacino del Mediterraneo. In seguito, alcuni di questi depositi messiniani sono stati sollevati da spinte tettoniche durante le più recenti fasi orogeniche e affiorano nell'Italia peninsulare, in Sicilia, dove costituiscono i terreni della formazione gessoso-solfifera, e nella parte nord-orientale della Libia.

## Datazione e cronologia dell'evento
L'inizio della crisi di salinità è posto sulla base di dati biostratigrafici e geocronologici 5,96 ± 0,02 milioni di anni fa, ed ebbe luogo contemporaneamente in tutto il bacino del Mediterraneo. Quest'ultimo rimase completamente isolato rispetto all'Oceano Atlantico da 5,59 a 5,33 milioni di anni fa.
Durante le fasi iniziali (5,59-5,50 Ma), prevalsero fenomeni erosivi di grande estensione, che crearono grandi sistemi di canyon ai margini del bacino.
Le fasi più recenti (5,50-5,33 Ma) sono caratterizzate dalla deposizione ciclica di depositi evaporitici entro bacini ampi e generalmente poco profondi di “lago-mare”.

## Cause della chiusura dello stretto di Gibilterra
Sono state rinvenute nella Spagna meridionale e in Marocco le prove geologiche e paleontologiche della presenza di più vie d'acqua che collegavano l'Oceano Atlantico e il Mediterraneo nel Miocene superiore (Tortoniano). È dubbio che fosse già aperto un precursore dell'attuale stretto di Gibilterra, che dalla maggior parte degli autori è considerato di età pliocenica. In compenso, vi erano due vie d'acqua principali: il Corridoio Betico (Spagna) e il Corridoio Rifeano (Marocco settentrionale). Queste ultime due vie d'acqua erano epicontinentali (cioè localizzate su crosta continentale) e con profondità piuttosto bassa (da poche decine a poche centinaia di metri). L'evidenza stratigrafica e paleontologica, emergente dagli studi sui sedimenti di queste due aree, indica una progressiva diminuzione della profondità di questi canali naturali a partire da 7,2 Ma, con emersione definitiva a circa 6,1 Ma, come indicato anche dalle prove di scambio faunistico tra Africa e Spagna compatibili con quest'ultima datazione.
Diverse possibili cause, talora contrastanti, sono state prese in considerazione per spiegare la chiusura delle vie d'acqua con l'Atlantico. Tre sono i principali filoni di ipotesi:
- raccorciamento crostale orizzontale, conseguente all'attività di falde tettoniche;
- abbassamento del livello marino, stimato in circa 60 m, in seguito all'inizio di una glaciazione;
- sollevamento tettonico dell'area.

È largamente accettata la concorrenza di tutti e tre questi fenomeni. Tuttavia, è al terzo fattore che viene ascritto il contributo più elevato nella chiusura della soglia atlantica. L'abbassamento eustatico di 60 m è infatti giudicato insufficiente da solo a provocare la completa chiusura dei corridoi; inoltre, le età di inizio della deposizione evaporitica nel Mediterraneo e quella dell'inizio del raffreddamento nelle aree oceaniche, desunte da studi sugli isotopi dell'ossigeno nei gusci dei Foraminiferi, non corrispondono. Anche il raccorciamento tettonico sembra poco probabile come causa determinante, in quanto le evidenze geologiche indicano che questo tipo di attività cessò prima del Miocene superiore (anche se indubbiamente causò una notevole riduzione delle vie d'acqua).
In ogni caso, sono state rinvenute evidenze di una interazione tra crosta e mantello terrestre a sostegno dell'ipotesi del sollevamento.
Rocce vulcaniche di età miocenica e pliocenica sono presenti nel bacino di Alboran, nel Mediterraneo occidentale. Dati geochimici e isotopici acquisiti su queste rocce indicano la presenza di due tipi di vulcanismo diversi: uno caratterizzato da rocce vulcaniche felsiche (ricche di feldspati e silice), tipiche di una zona di subduzione, unitamente a rocce mafiche (ricche di ferro e magnesio), di origine astenosferica. Le rocce di tipo felsico sono collegabili ad un piano di subduzione situato sotto la Spagna meridionale (Cordigliera Betica) e la catena del Rif nel Marocco settentrionale, probabilmente tuttora attivo.
La migrazione verso Ovest della zona di subduzione potrebbe aver causato sia la variazione del chimismo vulcanico (databile a 6,3 Ma) che un processo di sollevamento tettonico nell'area in questione. Secondo il modello proposto da Duggen e colleghi, il lembo di crosta oceanica in fase di subduzione avrebbe causato un flusso di materiale astenosferico ad alta temperatura e relativamente bassa densità contro la base della crosta continentale soprastante. La presenza di questa massa tendente al galleggiamento avrebbe potuto produrre secondo gli autori citati un sollevamento fino ad un migliaio di metri, più che sufficiente a chiudere la soglia di Gibilterra e le vie d'acqua collegate.
L'enorme volume delle evaporiti messiniane non si sarebbe potuto deporre durante un singolo evento di disseccamento; in altre parole l'evaporazione del singolo volume di tutta l'acqua marina contenuta nel Mediterraneo avrebbe prodotto un volume di rocce evaporitiche ben inferiore a quella che, complessivamente, si stima si sia deposta durante il Messiniano. Ne consegue che una descrizione della crisi di salinità messiniana deve includere ripetuti cicli di riempimento del bacino per giustificare il bilancio volumetrico dei sedimenti evaporitici depositatisi. Questa sequenza di evaporazione e riempimento è confermata dalla natura dei depositi, indicanti l'occorrenza di diversi cicli durante i quali il Mediterraneo fu completamente disseccato e nuovamente riempito d'acqua.
L'esame della carota del sito DSDP 124 ha permesso di ricavare diverse informazioni su questa ciclicità sedimentaria:
Il sedimento più antico di ciascun ciclo avrebbe potuto essersi deposto sia in ambiente marino profondo, sia in un grande lago salmastro. Questi sedimenti fini sono caratterizzati da una laminazione perfettamente parallela, quindi si deposero su un fondale di acque profonde, o comunque in un ambiente deposizionale a bassa energia del mezzo.
Con ogni chiusura dello stretto di Gibilterra, si instaura il progressivo disseccamento del bacino, con la conseguente diminuzione della profondità delle acque causata dall'evaporazione; la laminazione osservabile nei sedimenti carotati diviene più irregolare, indicando un incremento dell'energia deposizionale per la crescente influenza del moto ondoso (ovvero per la maggiore vicinanza dell'ambiente subaereo).
Successivamente, con l'instaurarsi di condizioni intertidali (entro la zona di escursione della marea), si formano laminazioni stromatolitiche. Infine, la piana tidale viene completamente disseccata trasformandosi in una sabkhah, testimoniata dal rinvenimento di noduli di anidrite, caratteristici di questo ambiente sedimentario, precipitati nel terreno ad opera di soluzioni saline circolanti.
Questi depositi anidritici assumono spesso un aspetto contorto (simili ad anse intestinali, da cui il nome di depositi "enterolitici"), per la concentrazione di noduli in allineamenti irregolari e per la locale reidratazione dell'anidrite in gesso con conseguente aumento di volume.
Improvvisamente, con la tracimazione di acque marine dalla soglia di Gibilterra, oppure a causa di un apporto anomalo di acqua dai laghi salmastri che occupavano gran parte dell'Europa orientale, la piana abissale balearica fu di nuovo inondata. I depositi anidritici enterolitici vennero quindi ricoperti dai sedimenti fangosi dell'inondazione successiva. Questo tipo di ciclo si ripeté per almeno otto o dieci volte durante il milione di anni circa che copre il periodo messiniano.
La riapertura episodica del collegamento con l'Atlantico durante l'evento di disseccamento messiniano è documentata dalla presenza di faune e microfaune appartenenti alla provincia faunistica atlantica. Nell'attuale bacino del Mare Egeo, durante il Messiniano era presente un vasto bacino di lago-mare salmastro, alimentato in parte dai fiumi circostanti e in parte dalle acque della Paratetide attraverso una via d'acqua corrispondente all'attuale Mare di Marmara. In questo mare interno, chiamato convenzionalmente nella letteratura geologica "Egemar", si è deposta una serie composta prevalentemente da carbonati contenenti una fauna di ambiente salmastro. Sono presenti tuttavia almeno cinque livelli con specie mediterranee, di ambiente a salinità normale (Sakinc M. e Yaltirak C., 2005), che indicano il ristabilimento temporaneo della via d'acqua atlantica.

## Modelli deposizionali
A partire dal ritrovamento dei sedimenti evaporitici messiniani, al di sotto dei fondali mediterranei, iniziò una lunga pluridecennale disputa talora con aspri toni, fra diverse scuole geologiche, riguardo alla loro interpretazione e possibili modelli deposizionali. L'interpretazione delle facies e degli ambienti deposizionali è ancora controversa e i modelli applicati dagli studiosi tutt'altro che univoci. Vi sono tuttavia alcuni punti fermi da tenere presenti:
- Le evaporiti non affioranti si trovano sotto i sedimenti plio-quaternari di piede di scarpata e di piana sottomarina, ove si raggiungono gli spessori massimi dei sali (stimati fino a 2000 m): quindi il massimo accumulo di evaporiti sembrerebbe corrispondere ai depocentri dei bacini attuali.
- Il complesso evaporitico poggia su sedimenti pre-evaporitici di mare profondo (torbiditi e sedimenti di piana abissale).
- Le formazioni evaporitiche sono associate a facies clastiche terrigene prevalentemente marine piuttosto che carbonatiche o continentali, e a sedimenti pelitici euxinici.
- Le facies evaporitiche stesse sono piuttosto varie. Abbiamo quasi tutto il campionario: dalle facies di sabkha alle lagune sovra-salate, ai laghi effimeri di ambiente desertico, ai bacini di lago-mare sotto-salati. Sono molto frequenti i fenomeni di erosione e risedimentazione del materiale evaporitico.

Le ipotesi sui modelli deposizionali si raggruppano intorno a tre correnti principali:

### Bacino poco profondo disseccato
Il modello del bacino poco profondo disseccato è sostenuto principalmente da studiosi francesi.
Secondo questa teoria, il bacino del Mediterraneo nel Messiniano sarebbe stato un mare relativamente poco profondo (al massimo 500 m): gli attuali bacini profondi si sarebbero formati posteriormente al Messiniano per rapida subsidenza. La deposizione evaporitica viene spiegata mediante un modello classico di bacino interno di tipo lagunare, chiuso o con limitata comunicazione rispetto all'oceano.
Nata negli anni '70, questa teoria gode di sempre minor credito per la difficoltà di spiegare la grande variabilità di situazioni con un modello semplice, e per le chiare incongruenze rispetto a diverse evidenze sopra riportate (ad esempio, non è in grado di spiegare i canyon fluviali erosi ben al di sotto dell'attuale livello del mare).

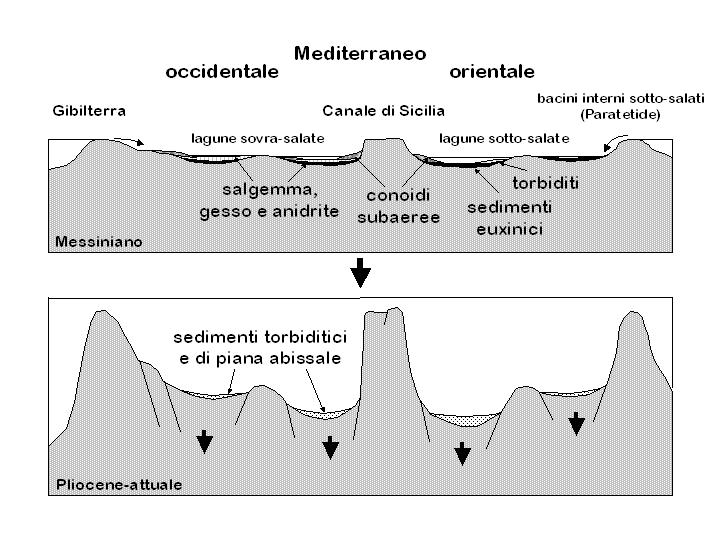
Evoluzione del Mediterraneo nel Messiniano-ipotesi Bacino poco profondo disseccato. Da Ricci Lucchi (1980); modificato.

### Bacino oceanico aperto e bacini marginali
Elaborata dal geologo italiano Raimondo Selli nel 1973, questa ipotesi non prevede la chiusura di Gibilterra e nemmeno un vero e proprio disseccamento del Mediterraneo.
Gli attuali bacini profondi sarebbero stati pieni d'acqua marina a salinità normale e comunicanti con l'Atlantico. La deposizione delle evaporiti sarebbe avvenuta sui margini dei bacini principali per deposizione subacquea, oltre che in bacini marginali relativamente poco profondi. Le evaporiti sarebbero state in parte ri-sedimentate da slump (scivolamenti gravitativi sin-sedimentari di sedimenti poco consolidati) e correnti torbide. La teoria contrasta con diverse evidenze; principalmente:
- la presenza di evaporiti molto solubili (salgemma) non rimaneggiate nei depocentri dei bacini profondi attuali, incompatibile con l'ipotesi di bacini aperti a salinità normale (non si sarebbero potute deporre, e comunque si sarebbero sciolte in breve);
- la presenza negli stessi di evaporiti deposte sia in ambiente subacqueo che di sabkha (vedi sopra);
- l'assenza di fossili diagnostici di mare aperto o profondo (se non rimaneggiati da depositi più antichi) e la presenza di faune oligotipiche di mare basso;
- la presenza dei sistemi di canyon marginali (dal momento che il disseccamento non sarebbe avvenuto, neppure il livello di base dell'erosione avrebbe dovuto cambiare).

### Bacino profondo disseccato
Ideata e propugnata dal nucleo di studiosi collegati al gruppo della Glomar Challenger, è la teoria più seguita e quella descritta in questa voce.

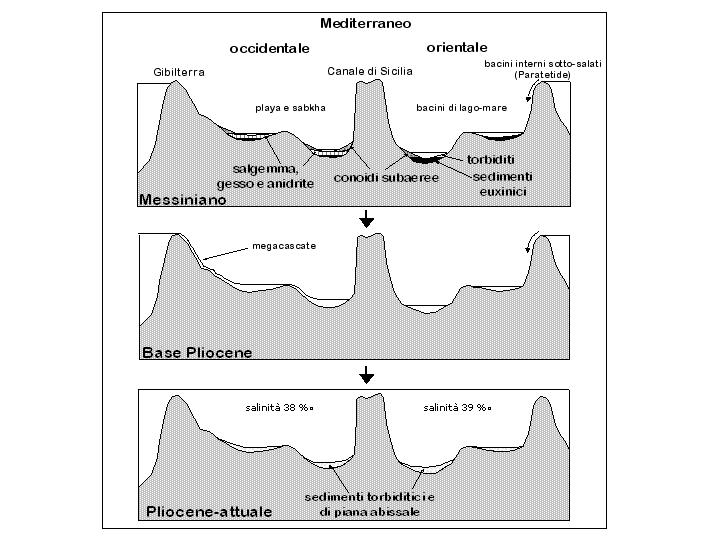
Evoluzione del Mediterraneo nel Messiniano-ipotesi Bacino profondo disseccato. Da Ricci Lucchi (1980); modificato.

## Fine del fenomeno
Quando si ebbe la riapertura dello stretto, all'inizio del Pliocene, le acque dell'Atlantico si riversarono in grande quantità entro un canale relativamente stretto: questo diede origine verosimilmente a cascate di dislivello e potenza superiori a qualunque cascata attuale.
Tale fenomeno, detto "alluvione zancleana", ebbe però probabilmente vita molto breve (poche centinaia o migliaia di anni), in quanto le evidenze geologiche, ad esempio i Trubi, una formazione geologica presente in Sicilia, indicano la presenza di sedimenti marini profondi con faune a Foraminiferi planctonici e a Foraminiferi bentonici di elevata profondità immediatamente sopra gli ultimi depositi messiniani, senza interposizione di facies di mare basso. L'apertura della soglia di Gibilterra dovrebbe quindi essere avvenuta assai rapidamente (da un punto di vista geologico) ed in profondità. Secondo alcune stime, il riempimento del Mediterraneo potrebbe aver richiesto non più di un centinaio di anni, con una portata superiore di cento volte a quella delle Cascate Vittoria su un fronte di alcuni chilometri (West, 2002).
Rilievi sismici condotti nella parte occidentale del Mare di Alboran hanno evidenziato la presenza di canyon orientati est-ovest, che costituiscono la continuazione verso oriente dello stretto entro la scarpata continentale (Loget et al., 2005.), e che furono verosimilmente la sede delle megacascate di Gibilterra.

## Il Mediterraneo messiniano

### Paleogeografia
Il concetto di un bacino del Mediterraneo completamente disseccato ha diverse affascinanti implicazioni:
- l'area dello stretto di Gibilterra aveva sicuramente una configurazione molto diversa dall'attuale, per la presenza di una soglia verso l'Oceano Atlantico;
- l'area mediterranea era suddivisa in depressioni locali di profondità variabile dalle poche decine e centinaia di m sotto l'attuale livello marino del canale di Sicilia (allora un vero altopiano), ai −3800 m del Mar Tirreno, un vero e proprio fondale oceanico allora disseccato, con soglie molto pronunciate che li separavano;
- i margini del bacino, come già accennato erano interessati da spettacolari sistemi di canyon, in gran parte di scala paragonabile a quella del Grand Canyon o superiore.

### Paleoecologia
L'elevato livello di salinità era sicuramente incompatibile con la maggior parte delle specie animali e vegetali. La temperatura era inoltre molto elevata durante l'estate, per probabili fenomeni di riscaldamento adiabatico, come confermato dalla presenza di anidrite, minerale che si deposita solamente a temperature superiori a 35 °C. L'anidrite è un minerale che può derivare dal gesso in condizione di elevata temperatura. È quindi plausibile che l'anidrite derivi dal gesso una volta che questo è stato seppellito ad elevate profondità.
Nonostante queste condizioni ambientali estreme, il bacino disseccato non era tuttavia privo di vita: i sedimenti dei bacini di lago-mare sono infatti talvolta ricchi di fossili, sia di invertebrati (foraminiferi, diatomee, crostacei, molluschi) che di vertebrati (pesci), che di vegetali (frammenti di alghe e piante superiori). Si tratta di faune e flore adattate ad ambienti ad alta salinità o schizoalini (con ampie e improvvise fluttuazioni della salinità), o addirittura di ambiente sotto-salato (salmastro): infatti i periodici apporti di acqua dolce dalle aree orientali (Paratetide), e gli apporti locali dei fiumi (come ad esempio il Nilo) potevano indurre una variazione temporanea della salinità su vaste estensioni.
Nella maggior parte dei casi si osservano associazioni oligotipiche: caratterizzate cioè da un grande numero di esemplari appartenenti ad una sola o a pochissime specie (questo avviene in quanto l'adattamento peculiare a condizioni ambientali estreme di una specie, ne assicura il successo e la conseguente proliferazione esplosiva per assenza di competitori). Uno dei fossili più diagnostici di questo tipo di ambiente è il Foraminifero bentonico Ammonia beccarii (Linné), rinvenuto fossile nelle facies di lago-mare messiniane e presente anche nelle aree lagunari costiere italiane e sud-europee. La proliferazione di forme di vita negli strati d'acqua superficiali è testimoniata anche dalla presenza di marne e peliti bituminose, estremamente ricche di materia organica non ossidata, accumulatasi in condizioni anossiche.

### Effetti sul popolamento attuale del Mediterraneo
La crisi di salinità ha segnato un vero e proprio punto di cesura riguardo alla biogeografia del Mediterraneo; prima di questo evento, infatti, il popolamento di questo bacino era a netta affinità tropicale indo-pacifica (come tutti i popolamenti della Tetide), mentre in seguito si sono avute varie faune, calde e fredde, ma sempre di tipo atlantico.
Pochissime sono le specie presenti nel Mediterraneo che abbiano affinità con quelle preesistenti, un esempio è costituito dai pesci ciprinodontidi del Genere Aphanius (tra cui l'Aphanius fasciatus o nono, comune in Italia) che, significativamente, sono fortemente eurialini ed hanno la capacità di vivere anche in ambienti fortemente iperalini.

## Effetti globali
La quantità d'acqua evaporata dal Mediterraneo deve essere stata redistribuita per opera delle precipitazioni meteoriche negli oceani di tutto il mondo, provocando un innalzamento del livello del mare fino a circa 10 m. D'altro canto, lo stesso Mediterraneo deve aver imprigionato entro i propri fondali una percentuale significativa (stimata intorno al 5%) del sale prima disciolto nelle acque oceaniche: questo portò ad una diminuzione della salinità media delle acque marine, innalzandone la temperatura di congelamento. Le acque oceaniche sarebbero passate quindi più facilmente allo stato di ghiaccio in presenza di basse temperature, abbassando la temperatura media della Terra e costituendo forse una delle cause concomitanti del successivo innesco delle glaciazioni quaternarie. Inoltre, il disseccamento del Mediterraneo provocò sicuramente drammatiche variazioni climatiche in tutta l'area e nelle regioni adiacenti, causando probabilmente l'insorgere di barriere ambientali che devono aver condizionato la distribuzione delle specie viventi e la loro migrazione.

## La crisi di salinità nell'immaginario
Le caratteristiche del fenomeno hanno affascinato diversi scrittori di fantascienza e fantasy, che ne hanno fatto un teatro d'eccezione per le vicende di romanzi e racconti. Esempi di esito notevole per la verosimiglianza descrittiva dell'ambiente messiniano e la buona documentazione scientifica sono quelli di Julian May, con la saga dell'esilio nel Pliocene, composta di quattro romanzi, e di Harry Turtledove con il romanzo Dramma nelle Terrefonde.